# Sic Semper (Utrecht)
Sic Semper is een rijksmonumentaal gebouw in de Nederlandse stad Utrecht. Het is vernoemd naar een gelijknamige vereniging die hier zetelde.
Het uit 1890 daterende bouwwerk is een ontwerp van de architect P.J. Houtzagers. Het pand bevindt zich op de hoek van de Trans met de Nieuwegracht. Onder het gebouw bevinden zich deels kelders van oudere datum. Daarboven bevinden zich twee bouwlagen. Het geheel is voorzien van neogotische elementen en onder meer dakkapellen, tuitgevels en (hoek)torens. Het oorspronkelijke interieur is nog deels intact met een trappenhuis, lambrisering, stuc- en houten plafonds en enkele schouwen.
Het gebouw ontleent zijn naam aan de sociëteit Sic Semper waarvoor het is gebouwd. Deze prinsgezinde Oranjesociëteit werd in 1775 opgericht in Utrecht. Het vorige bouwwerk van deze vereniging op deze locatie is in een gevelsteen van Sic Semper uitgebeeld. De 17e-eeuwse schouw van het afgebroken gebouw kreeg in 1892 een herbestemming in het door Houtzagers ontworpen Raadhuis te Soest. De sociëteit Sic Semper is in 1914 opgeheven. Het gebouw is sindsdien gebruikt door de Centrale Raad van Beroep, en verbouwd tot appartementen.

## Bron
- Ronald Stenvert, Chris Kolman, Ben Olde Meierink, Margreet Tholens, Ben Kooij en Ronald Rommes, Monumenten in Nederland. Utrecht, Rijksdienst voor de Monumentenzorg, Zeist / Waanders Uitgevers, Zwolle 1996, blz. 201.
- Rijksdienst voor het Cultureel Erfgoed, Monumentnummer: 514222 - Sic Semper
- Website van Het Utrechts Archief